# 香桂突毛粉蝨
香桂突毛粉蝨（学名：Pentaleyrodes cinnamomi）为粉蝨科突毛粉蝨屬下的一个种。